# Spaniens kommunistiska parti
Spaniens kommunistiska parti (Partido Comunista de España eller PCE), grundat 1921, är ett kommunistiskt parti i Spanien som ingår i alliansen Enade vänstern. Dess ungdomsförbund heter Unión de Juventudes Comunistas de España. Partiet består av 15 regionala federationer. Det spelade en viktig roll under spanska inbördeskriget och upplevde då ett kraftigt uppsving i antalet medlemmar. Dess före detta ordförande Dolores Ibárruri var en av de politiska ledarna i den spanska republiken. År 2010 hade partiet cirka 35 000 medlemmar. Nuvarande generalsekreterare är José Luis Centella.
På Francisco Francos tid var partiet förbjudet i Spanien.
Under andra halvan av 1970-talet antog partiet en mer  eurokommunistisk riktning, vilket ledde till splittring inom partiet och flera utbrytargrupper ur PCE bildades av f.d. partimedlemmar som motsatte sig den eurokommunistiska politiken. 1984 gick flera av dessa ihop och bildade Spanska folkens kommunistiska parti.
Vid valet till Europaparlamentet 2014 fick man två mandat. Vid det spanska parlamentsvalet 2015 fick partiet två mandat i det spanska underhuset samt ett mandat i senaten. 

## Kända partimedlemmar
- José Díaz
- Dolores Ibárruri
- Pablo Picasso
- Jorge Semprún
- Yolanda Díaz Pérez